# Macrocentrus prolificus
Macrocentrus prolificus är en stekelart som beskrevs av Robert A.Wharton 1984. Macrocentrus prolificus ingår i släktet Macrocentrus och familjen bracksteklar. Inga underarter finns listade i Catalogue of Life.